# (White Man) In Hammersmith Palais
Singles de The Clash
Clash City Rockers
(1978) Tommy Gun
(1978)
Pistes de The Clash version U.S.
White Riot
(5) London's Burning
(7)
(White Man) in Hammersmith Palais est une chanson du groupe britannique de punk rock The Clash, parue en 45 tours le 16 juin 1978, puis en 1980 sur la version américaine de l'album The Clash. Le morceau a été composé par Mick Jones et Joe Strummer.
Ce titre est inclus dans la sélection des 660 « chansons qui ont façonné le rock 'n' roll » du Rock and Roll Hall of Fame.

## Origines
L'idée de la chanson vient d'une expérience vécue par Joe Strummer, lors de laquelle, en se rendant à un concert de reggae au Hammersmith Palais de Londres, il est surpris d'être le seul blanc dans l'assemblée.
Absente de la première version de l'album The Clash mais sortie sur sa version destinée au marché américain, (White Man) In Hammersmith Palais détonne au milieu des autres morceaux punks et se rapproche musicalement du treizième titre de l'album Police and Thieves, la reprise du hit reggae de Junior Murvin.
Écrite avec un style plus subtil et réfléchi que White Riot et London's Burning entre lesquelles elle est positionnée et où le groupe crie sa révolte dans un rythme endiablé, (White Man) in Hammersmith Palais présente les visions et l'idéologie de gauche du groupe.

## Sens et inspiration
Dotée d'une puissante intro à la guitare le morceau alterne des couplets sur un rythme reggae avec des refrains très rock reprenant le schéma de l'intro. (White Man) in Hammersmith Palais commence par relater un concert de reggae au Hammersmith Palais de Londres.
Véritable mélange des sujets de toutes les chansons de l'album The Clash, elle aborde :
- l'antiviolence mise en lumière sur Hate and War,
- le racisme dénoncé dans White Riot,
- la répartition des richesses en Grande-Bretagne évoquée dans Career Opportunities.

Le groupe reproche aussi à l'opinion publique d'être trop souvent une girouette et alerte contre la montée du fascisme en Grande-Bretagne avec des paroles telles que « If Adolf Hitler flew in today, they'd send a limousine anyway ».
Dans cette chanson, The Clash dénonce aussi le côté superficiel des nouveaux groupes. Justement, en composant ce titre reggae, il se détache de la mouvance punk de l'époque dont Joe Strummer critique l'étroitesse d'esprit. Selon lui, les musiciens doivent porter des idées et les faire passer par la musique « If they’d got anything to say / There’s many black ears here to listen ».
Le fait qu'elle démarre par les noms des activistes reggae Dillinger, Leroy Smart, Delroy Wilson et Ken Boothe qui influencent énormément les Clash tout au long de leur carrière, en est d'ailleurs une illustration.

## Reprises
La chanson est reprise par le groupe 311, initialement pour son album Transistor en 1997, mais elle sort finalement en 1999 sur l'album hommage aux Clash, Burning London. Le groupe de punk rock français Brigitte Bop reprend cette chanson sur son album Higway to Punk en 2007. Elle est également reprise par Theo Hakola en 2016 sur son album de reprises I Fry Mine in Butter.

## Dans la culture populaire
La chanson est présente dans le film britannique T2 Trainspotting (2017).